# Funkcja jednej zmiennej
Funkcja jednej zmiennej – funkcja, której dziedzina nie została zdefiniowana jako iloczyn kartezjański innych zbiorów, lecz jako jeden, rozpatrywany jako całość, zbiór.
Zwykle argumenty przyjmują wartości ze zbioru liczb rzeczywistych lub zespolonych, zatem najczęściej jest to funkcja postaci:
{\displaystyle \mathbb {R} \to X} lub {\displaystyle \mathbb {C} \to X,}
gdzie {\displaystyle X} jest dowolnym zbiorem pełniącym rolę przeciwdziedziny funkcji, najczęściej również {\displaystyle \mathbb {R} } lub {\displaystyle \mathbb {C} .}

## Przykłady
- Rzeczywiste funkcje jednej zmiennej rzeczywistej, czyli funkcje {\displaystyle \mathbb {R} \to \mathbb {R} } („szkolne”),
- działania jednoargumentowe,
- funkcje stałe jednej zmiennej.

Bez wskazania dziedziny oraz przeciwdziedziny:
- {\displaystyle f(x)=3x+1,}
- {\displaystyle g(t)=-t^{2}+7t-4,}
- {\displaystyle c(x)=2} (funkcja stała).

## Literatura
- Jerzy Topp, Matematyka. Funkcje jednej zmiennej, Wydawnictwo Uniwersytetu Gdańskiego, Gdańsk 2016, ISBN 978-83-7865-404-9, wydawnictwo.ug.edu.pl [dostęp 2023-12-21].